# Turks-Koerdistan

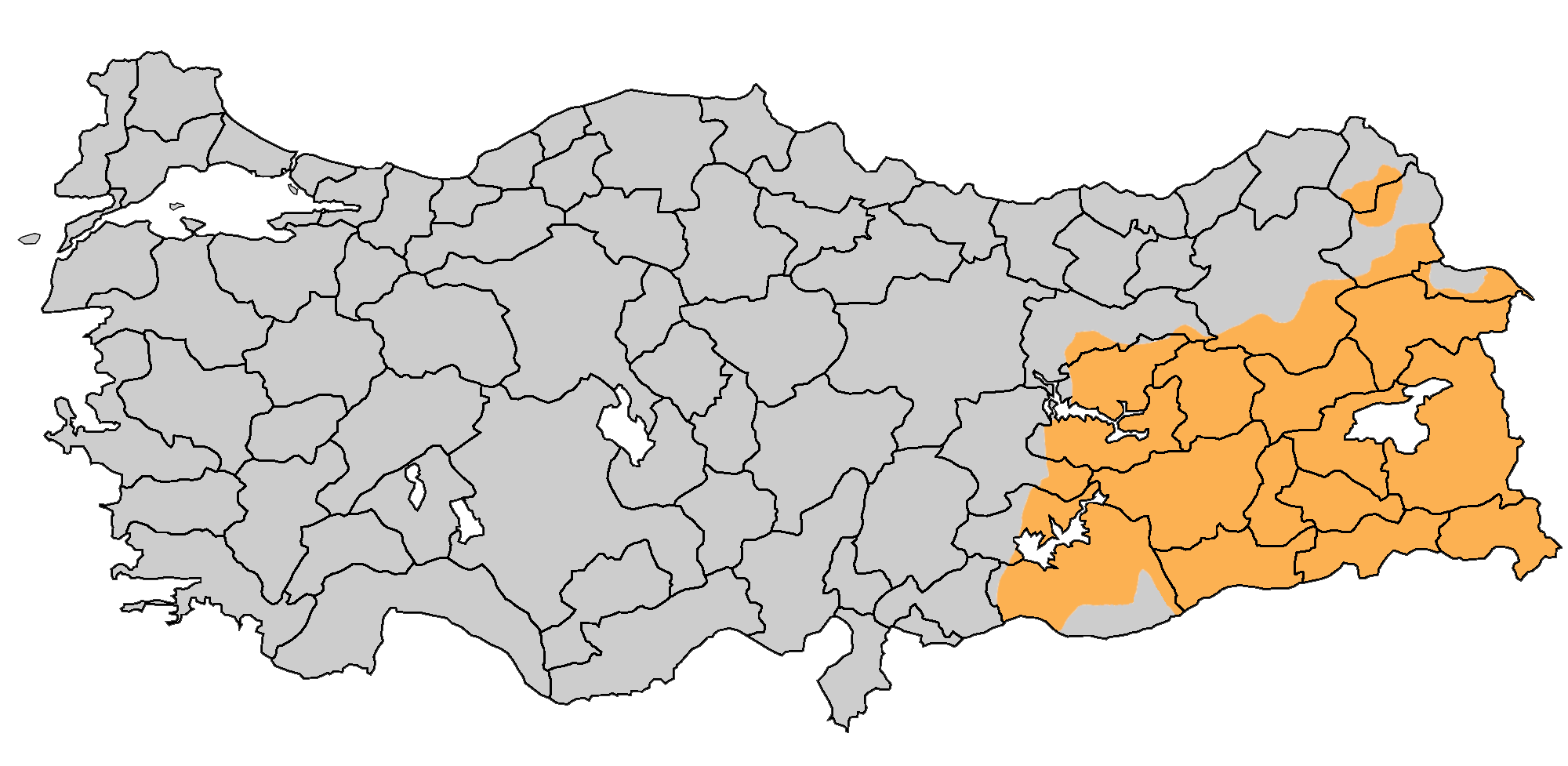
In het oranje gedeelte van Turkije zijn de Koerden in de meerderheid.

Turks-Koerdistan of Noord-Koerdistan (Koerdisch: Bakurê Kurdistanê) is de onofficiële naam voor het Turkse deel van Koerdistan. Het bestaat uit delen van het zuidoosten van Turkije, bewoond door Koerden. Het omvat de provincies in het zuidoosten van Turkije waar zij de grootse etnische groep vormen. Het grenst aan Syrië, Irak en Iran. Het Koerdisch Instituut van Parijs schat dat er in Turkije 20 miljoen Koerden zijn.
Koerden zien Turks-Koerdistan (Noord-Koerdistan, Bakur) als een van de vier delen van een groter verenigd Koerdistan, dat ook delen bevat van het noorden van Syrië (West-Koerdistan, Rojava), het noorden van Irak (Zuid-Koerdistan, Bashur) en het  noordwesten van Iran Iraans-Koerdistan (Rojhelat).
De term Turks-Koerdistan wordt vaak geassocieerd en gebruikt in het kader van Koerdisch nationalisme, waardoor het een controversiële term in Turkije is. Hierdoor is er dubbelzinnigheid en de term heeft een andere betekenis die afhankelijk is van context. De term is gebruikt in wetenschappelijke kranten en media om te verwijzen naar gebieden in Zuidoost-Turkije met een belangrijke Koerdische bevolking.

## Geschiedenis

### Middeleeuwen
In de middeleeuwen kwamen de Koerdische bewoonde regio's van het Midden-Oosten onder de heerschappij van de plaatselijke Koerdische stamhoofden, hoewel zij nooit een verenigde natiestaat hebben opgericht. In de 10e en 11e eeuw werd de regio geregeerd door de Koerdische dynastie van Marwanid. Vanaf de 14e eeuw werd de regio meestal in het Ottomaanse Rijk opgenomen. De Koerden leven eeuwenlang onder het Ottomaanse gezag in vrede en harmonie. De Koerden kenden een vorm van autonomie binnen het rijk.

### Eerste Wereldoorlog

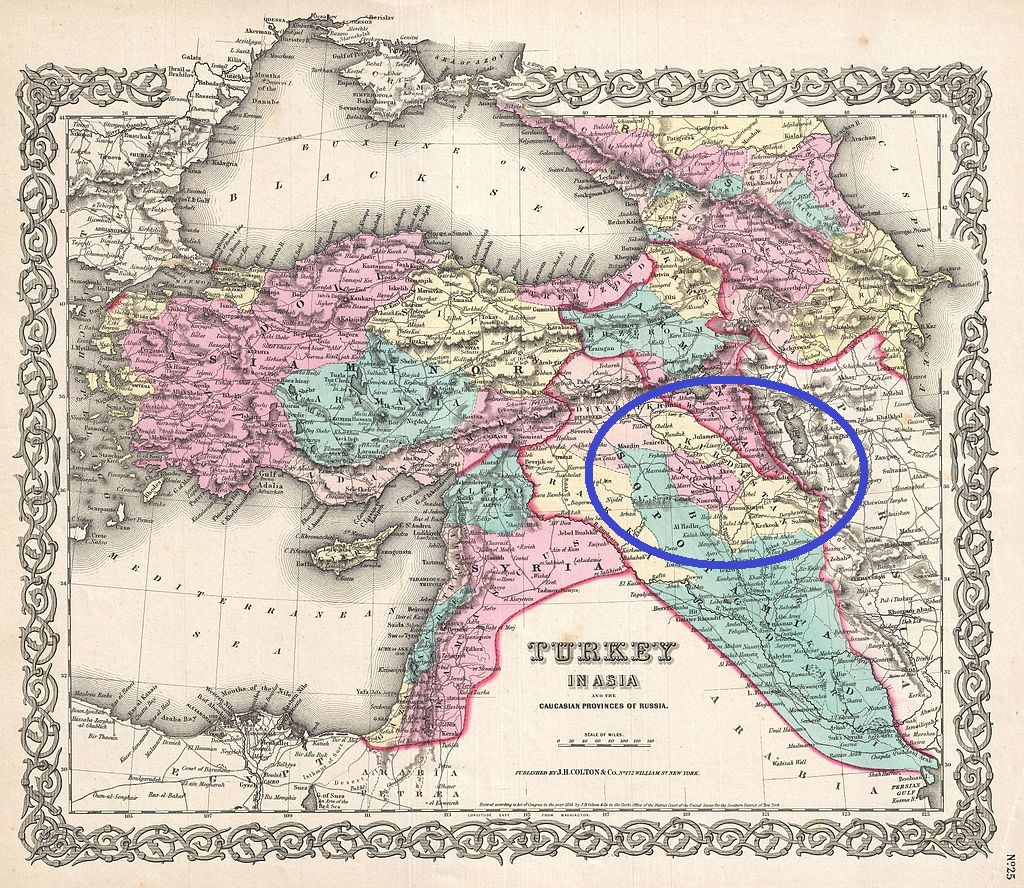
Ottomaans Koerdistan in 1855

De ontbinding van het Ottomaanse rijk na de nederlaag in de Eerste Wereldoorlog leidde tot de afbraak van de oude en de inrichting van nieuwe politieke grenzen. Bij de totstandkoming van het Verdrag van Sèvres in 1920 beloofden de Westerse geallieerden de Koerden een eigen staat. Door onderlinge verdeeldheid konden de Koerden bij de onderhandelingen niet hun streven naar een eigen staat doorzetten. Turkije verzette zich tegen een Koerdische staat en zette verder in op een militaire confrontatie. De door de Koerden bewoonde regio's werden in 2023 bij de Vrede van Lausanne tussen verschillende staten verdeeld.
De oprichting en tenuitvoerlegging van de nieuwe grenzen had grote gevolgen voor de Koerden, die hun traditionele nomadisme moesten verlaten voor het dorpsleven.

## Demografie
Turkse Koerdistan is voornamelijk bewoond door etnische Koerden, met Turkse, Arabische, Zaza en Aramese minderheden. In de volkstelling van 1965 maakten Koerdische sprekers de meerderheid in Ağrı, Batman, Bingöl, Bitlis, Diyarbakır, Hakkâri, Muş, Tunceli, Mardin, Siirt, Şanlıurfa, Şırnak, en Van. Sinds de jaren 90 zijn vele Koerden gemigreerd naar Istanboel, Ankara, Izmir en andere grote steden.
| Moedertaal | Bevolking | Percentage |
| ---------- | --------- | ---------- |
| Koerdisch  | 1 149 166 | 60,8%      |
| Turks      | 535 880   | 28,4%      |
| Arabisch   | 124 586   | 6,6%       |
| Zazaki     | 60 326    | 3,2%       |
| Overige    | 19 965    | 1,1%       |
| Totaal     | 1 889 923 | 100%       |